# تینه بین
تینه بین (به لاتین: Tịnh Biên) یک منطقهٔ مسکونی در ویتنام است که در استان ان گینگ واقع شده است.